# Come Clean
Come Clean treći je studijski album britanskog rock-sastava Curve. Diskografske kuće Estupendo Records i Universal Music Group objavile su ga 10. ožujka 1998. u Sjedinjenim Američkim Državama te 18. svibnja 1998. u Ujedinjenom Kraljevstvu. Prvi je album sastava objavljen nakon privremena raspada 1994. i ponovna okupljanja 1996.
U usporedbi s prijašnjim albumima skupine Come Clean više je nadahnut danceom i elektroničkom glazbom.

## Glazbeni stil
Stuart Derdeyn, pišući za The Province, izjavio je da je na Come Cleanu Curve „ažurirao svoj zvuk kako bi bolje odrazio buku i žestinu suvremena elektroničkog rocka”. U osvrtu za The A.V. Club Joshua Klein komentirao je da je sastav razradio obilježja dancea i elektronike prisutna na prijašnjim albumima te je dodao da su na Come Cleanu istaknutiji „žestoki ritmovi”. U Pitchforkovu članku recenzent Chris Ott istaknuo je da se na uratku nalaze „petlje bubnjarskih ritmova za ples” i „mutni, ravnodušni” vokali te je primijetio utjecaj trip hop-sastava Portishead i „sve popularnijeg klupskog techna” skupine The Chemical Brothers. Zaključio je da na uratku više nema „seksualne intenzivnosti” i „ledenih shoegaze-gitara” prisutnih u ranijim Curveovim izdanjima.

## Objava
Nakon što su se 1994. razišli, Curveovi članovi ponovno su se okupili dvije godine poslije i ubrzo najavili da će objaviti novi album, koji su tada namjeravali nazvati Magic Music Medicine i objaviti pod licencijom svoje diskografske kuće FatLip Recordings. Godine 1997. sastav je potpisao ugovor s Universalom, koji je naposljetku objavio album pod imenom Come Clean.
Estupendo Records i Universal Music Group objavili su album 10. ožujka 1998. u SAD-u i 18. svibnja 1998. u Ujedinjenom Kraljevstvu. Pjesma „Chinese Burn” objavljena je 18. studenoga 1997. kao glavni singl s albuma. „Coming Up Roses”, drugi singl, objavljen je 4. svibnja 1998.

## Popis pjesama
Tekstovi i glazba: Toni Halliday i Dean Garcia. 
| 1.    | »Chinese Burn«          | Steve Osborne, Curve    | 4:50 |
| 2.    | »Coming Up Roses«       | Curve, Osborne          | 4:31 |
| 3.    | »Something Familiar«    | Tim Simenon, Curve      | 4:08 |
| 4.    | »Dog Bone«              | Curve                   | 3:13 |
| 5.    | »Alligators Getting Up« | Simenon, Curve          | 4:36 |
| 6.    | »Dirty High«            | Osborne, Simenon, Curve | 5:21 |
| 7.    | »Killer Baby«           | Simenon, Curve          | 3:55 |
| 8.    | »Sweetback«             | Simenon, Curve          | 4:31 |
| 9.    | »Forgotten Sanity«      | Simenon, Curve          | 4:32 |
| 10.   | »Cotton Candy«          | Simenon, Curve          | 5:32 |
| 11.   | »Beyond Reach«          | Simenon, Curve          | 4:55 |
| 12.   | »Come Clean«            | Curve                   | 2:16 |
| 13.   | »Recovery«              | Simenon, Curve          | 4:48 |
| 57:08 |                         |                         |      |

## Recenzije
| Recenzije       | Recenzije |
| Izvor           | Ocjena    |
| --------------- | --------- |
| AllMusic        | [ 10 ]    |
| The Independent | 2/5       |
| NME             | 4/10      |
| Pitchfork       | 7,6/10    |
| Q               | [ 14 ]    |
| Select          | [ 15 ]    |

Dobio je uglavnom pozitivne i podijeljene kritike. U recenziji za AllMusic Greg Prato dao mu je četiri i pol zvjezdice od njih pet nazvavši ga „najboljim albumom” skupine do tada i izjavivši da je riječ o „dobrodošlu povratku sastava koji je zaslužio pozornost još kad se prvi put pojavio prije nekoliko godina”. U osvrtu za Pitchfork Brent DiCrescenzo dao mu je 7,6 bodova od njih 10 i komentirao je da usprkos tomu što je „prošlo pet godina od prijašnjeg albuma”, Curveovo „iskustvo i zrelost blistaju na svakoj pjesmi”. Pišući za časopis Q, Nick Duerden dao mu je tri zvjezdice od njih pet nazvavši ga „dojmljivim” i zaključivši da je grupa „stvorila strašniji zvuk od junglea” te da je to „zaista neprijateljski raspoložen album”.
U manje naklonjenoj recenziji James Oldham dao mu je četiri boda od njih deset; premda je rekao da album „nije posve lišen dobrih strana”, naglasio je da s vremenom „počinje živcirati” i zaključio je: „Nema melodija; pjesme prikladno jezivih naslova poput 'Killer Baby' i 'Forgotten Sanity' [ne govore] ni o čemu, a potpuni besmisao lebdi nad svakom pjesmom kao strvinar na daljinsko upravljanje.” John Mullen dao mu je dvije zvjezdice od njih pet u osvrtu za Select nazvavši ga „šupljom kutijom trikova”. Jednaku mu je ocjenu dala Angela Lewis pišući za The Independent; zaključila je da na uratku postoje „neke pobjedničke brze pjesme poput 'Dirty High'”, ali da „uza sve meladramatično razmetanje technom Curve rijetko izaziva prave osjećaje”.

## Zasluge
| Curve - Dean Garcia – bas-gitara, bubnjevi, gitara, programiranje, klavijatura; snimanje, produkcija; miksanje (pjesme „Come Clean”) - Toni Halliday – vokal, gitara, efekti; snimanje, produkcija; miksanje (pjesme „Come Clean”) Dodatni glazbenici - Alan Moulder – gitara (na 2., 7., 9., 10. i 13. pjesmi); miksanje (osim 1. i 12. pjesme) - Justin Welch – bubnjevi (na pjesmi „Something Familiar”) - Sally Herbert – violina (na 3. i 9. pjesmi) - Toshi SkyLab – elektronika (na 5. i 7. pjesmi - Flood – elektronika (na pjesmi „Dirty High”) - Oskar Paul – Moogov sintesajzer (na pjesmi „Cotton Candy”); Pro Tools | Ostalo osoblje - Tim Simenon – dodatna produkcija (osim 1., 2., 4. i 12. pjesme); miksanje (osim 1., 6. i 12. pjesme) - Tom Rixton – tonska obrada - Steve Osborne – dodatna produkcija (1., 2. i 6. pjesme); miksanje (pjesme „Chinese Burn”) - Ben Hillier – tonska obrada (1., 2. i 6. pjesme); pomoć pri miksanju (pjesme „Chinese Burn”) - Darren Nash – asistent pri tonskoj obradi (1., 2. i 6. pjesme); pomoć pri miksanju (pjesme „Chinese Burn”) - Anna Pretty – logotip - Brooksy – omot albuma - Richard Harrington – umjetnički direktor, dizajn - Guy Massey – asistent pri miksanju - Dave Russell – asistent pri miksanju - James Brown – asistent pri miksanju - Graham Hog – asistent pri miksanju - Kevin Metcalfe – mastering |